# 알류샨제비갈매기
알류샨제비갈매기(영어: Aleutian Tern, 학명: Onychoprion aleuticus)는 도요목 갈매기과에 속하는 새이다. 한국에서는 매우 보기 힘든 나그네새이다.

## 생김새
부리랑 다리는 검은색이다. 날개 아래에 있는 둘째날개깃 끝에 있는 검은 줄무늬는 비행할 때 보인다.

### 여름깃
이마가 흰색이고 머리가 검은색이다. 검은색 눈선이 부리까지 이어진다. 몸윗면이 청회색이다.

### 겨울깃
제비갈매기와 달리 날개 앞부분에 있는 검은 무늬가 약하고 머리의 흰색 폭이 더 넓다.

## 서식지
오호츠크해 연안, 알래스카, 알류샨 열도 등에서 번식하고 인도네시아의 자바, 발리, 셀레베스와 말레이시아에서 월동을 한다. 먼 바다에서 주로 생활하며 수면에 있는 물체에 앉기도 한다.